# Ecyrus arcuatus
Ecyrus arcuatus är en skalbaggsart som beskrevs av Charles Joseph Gahan 1892. Ecyrus arcuatus ingår i släktet Ecyrus och familjen långhorningar.
Artens utbredningsområde är:
- Guatemala.
- Honduras.

Inga underarter finns listade i Catalogue of Life.